# Sander Foppele
Sander Frank Foppele (Rosmalen, 27 mei 1977) is een Nederlandse kunstenaar, acteur en presentator.

## Biografie
Foppele is sinds 2000 vooral bekend om zijn rol als Daan Starrenburg in de soapserie ONM op BNN. In 2002 was hij in vijf afleveringen van de tweede serie van Costa te zien als Bart. 
In 2004 was hij te zien in de realityserie Bobo's in the Bush, waarbij hij zesde werd. In het SBS6-programma Sterren dansen op het ijs 2007 won hij op 22 december 2007 van zangeres  Floortje Smit. Een dag later was hij al te zien zijn in de Holiday on Ice-show "Romanza" in Utrecht, samen met zijn schaatspartner Nicola.
Foppele presenteerde sinds zijn vertrek uit ONM verschillende televisieprogramma’s, zoals RTL Woontips en Late Night Stars Of Poker.
Foppele speelde in 2007 naast Yolante Cabau een hoofdrol in de Nederlandse horrorfilm Complexx.
In 2023 deed Foppele mee aan het televisieprogramma De Alleskunner VIPS waar hij op de 19de plaats eindigde.
Momenteel werkt Foppele als kunstenaar en video content creator voor sociale media.

## Televisie
- ONM (1994-2010) - Daan Starrenburg (2000-2003, 2005-2008)
- Costa! de Serie (2001-2005) - Jurre (2001), Bart (2002)

Gastrollen in:
- Ben zo terug
- Westenwind
- Kees & Co
- Costa! de Serie
- Hotnews.nl
- Spangen

## Film
- Complexx, 2007 - Mike
- Don, 2006 - Gymleraar

## Trivia
- In juni 2007 won Foppele Tien's pokershow Celebrity Poker en een week later vertrok hij naar Las Vegas om mee te doen aan de WSOP (World Series Of Poker).
- In de clip Boten Anna van de Gebroeders Ko is Foppele de dj.